# 타이탄 항공
타이탄 항공(영어: Titan Airways)은 영국의 전세 항공사로 전 세계에 취항하고 있다. 본사는 영국 런던 스탠스테드 공항에 위치해 있으며 1988년에 설립했다. 또한 사용하고 있는 허브 공항으로 런던 스탠스테드 공항이 있다.

## 보유 기종
- 2023년 5월 기준으로 타이탄 항공은 다음과 같이 보유하고 있다.[1]